# Dom mieszkalno-usługowy przy ulicy Grabiszyńskiej 133-135 we Wrocławiu

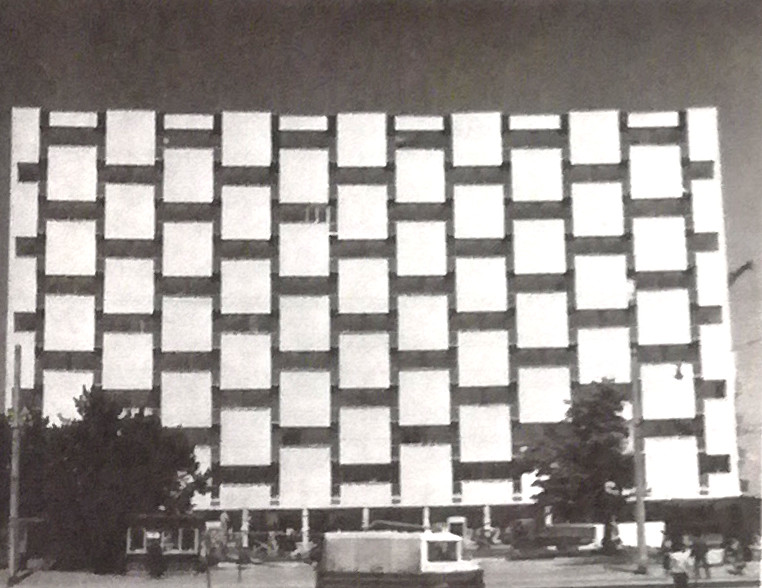
1988 r.

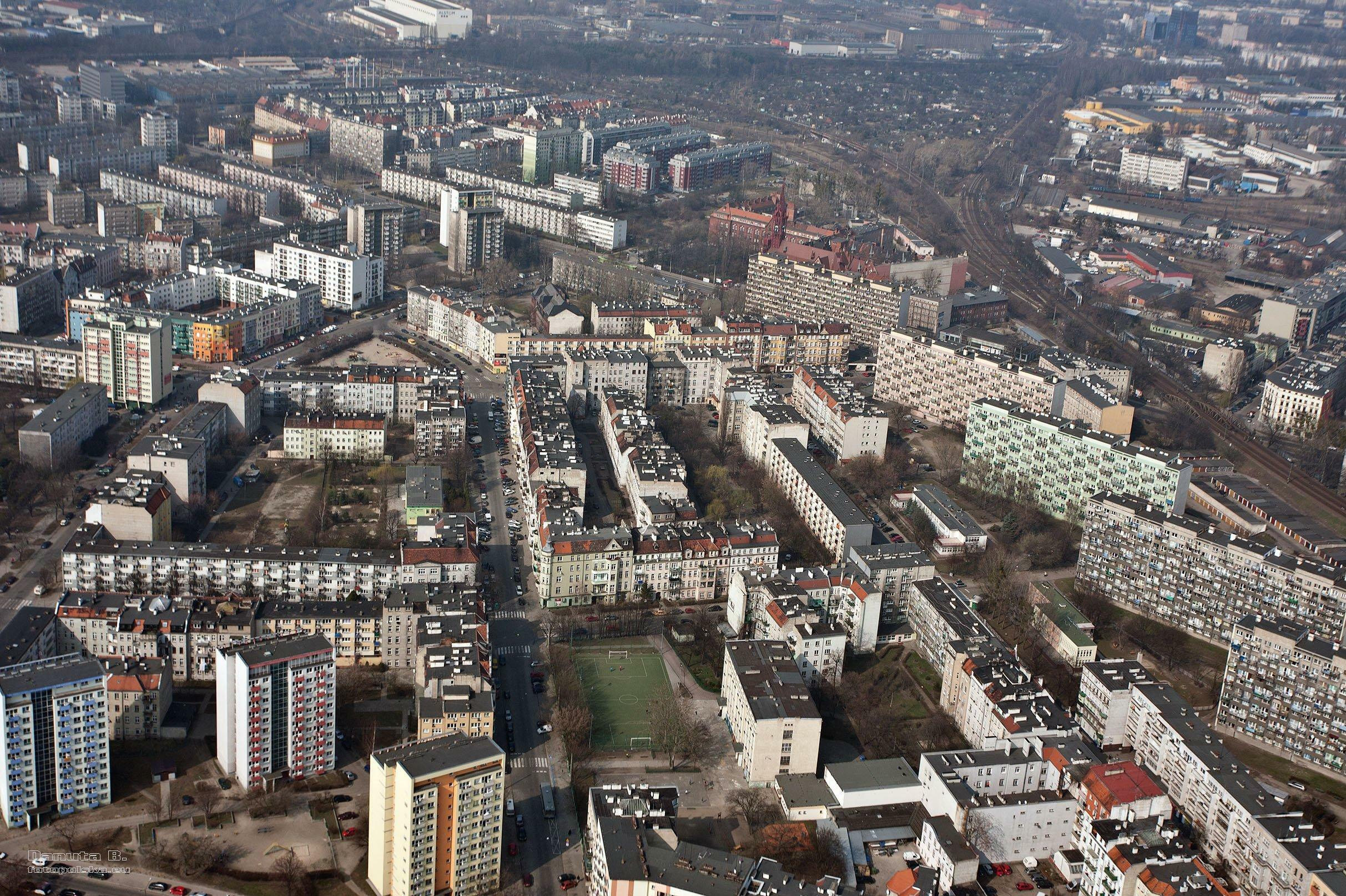
Gajowice. Budynek i bunkier w lewym górnym narożniku zdjęcia

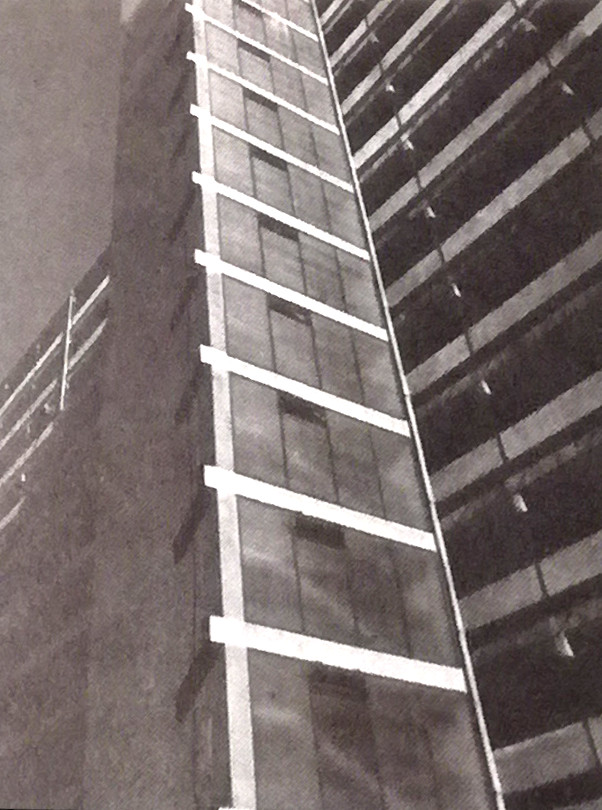
Pion zachodniej klatki schodowej

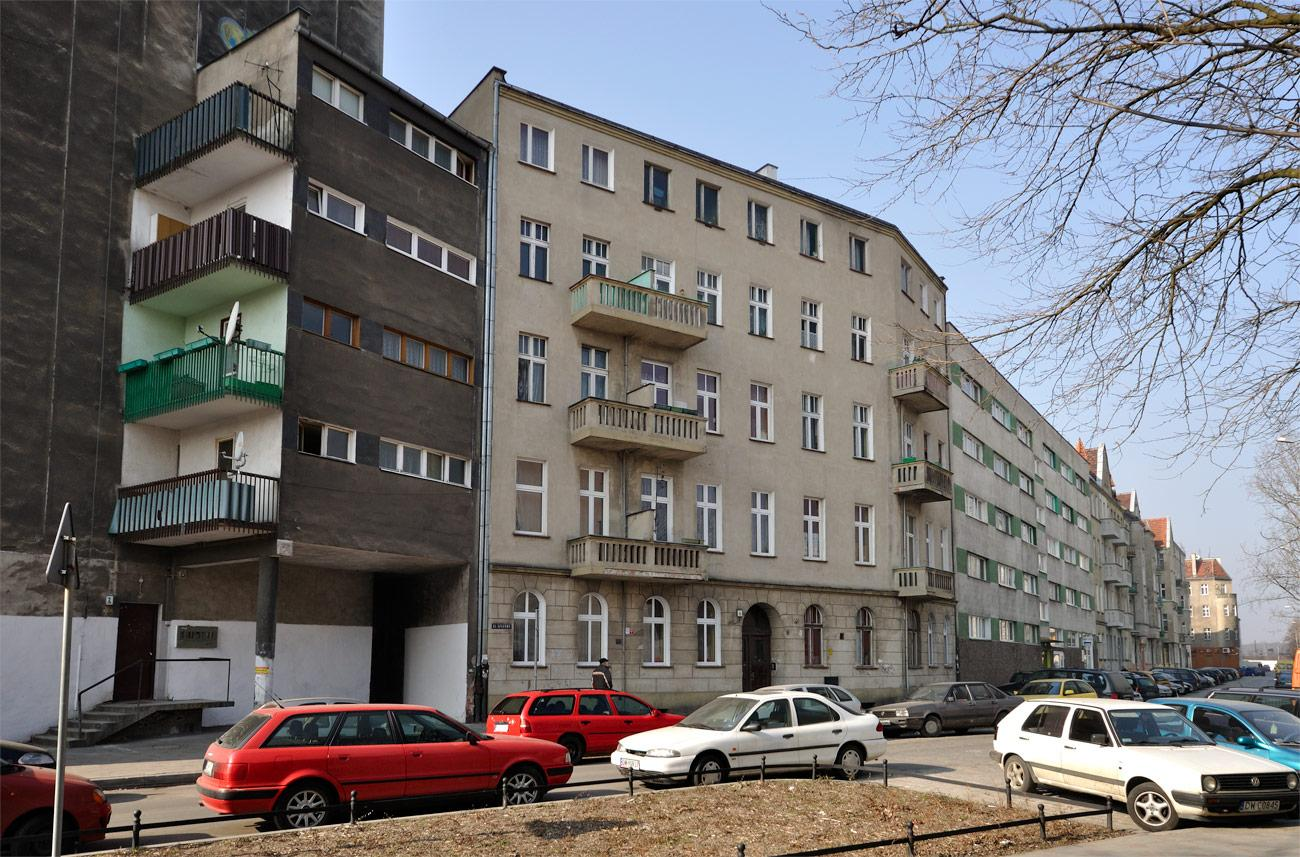
Łącznik i pierzeja zachodnia ul. Spiżowej

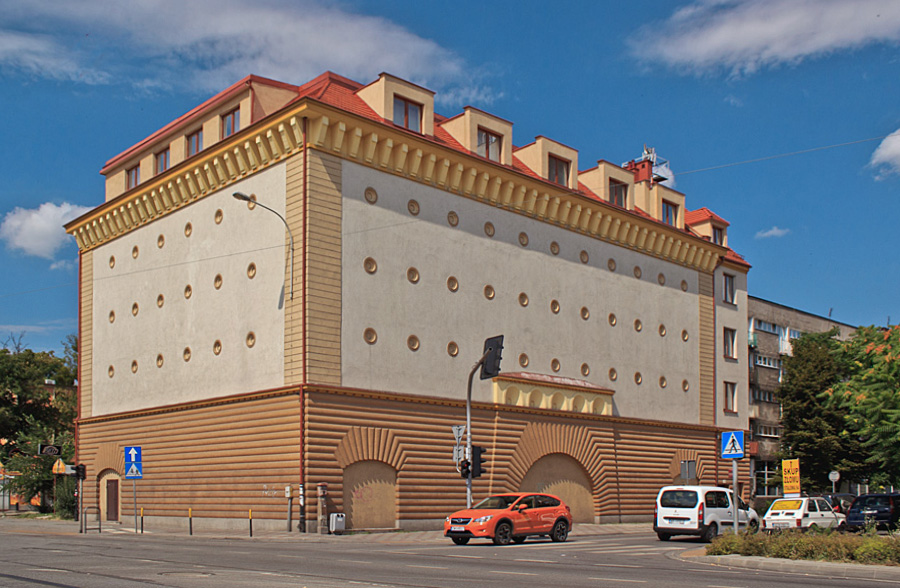
Schron

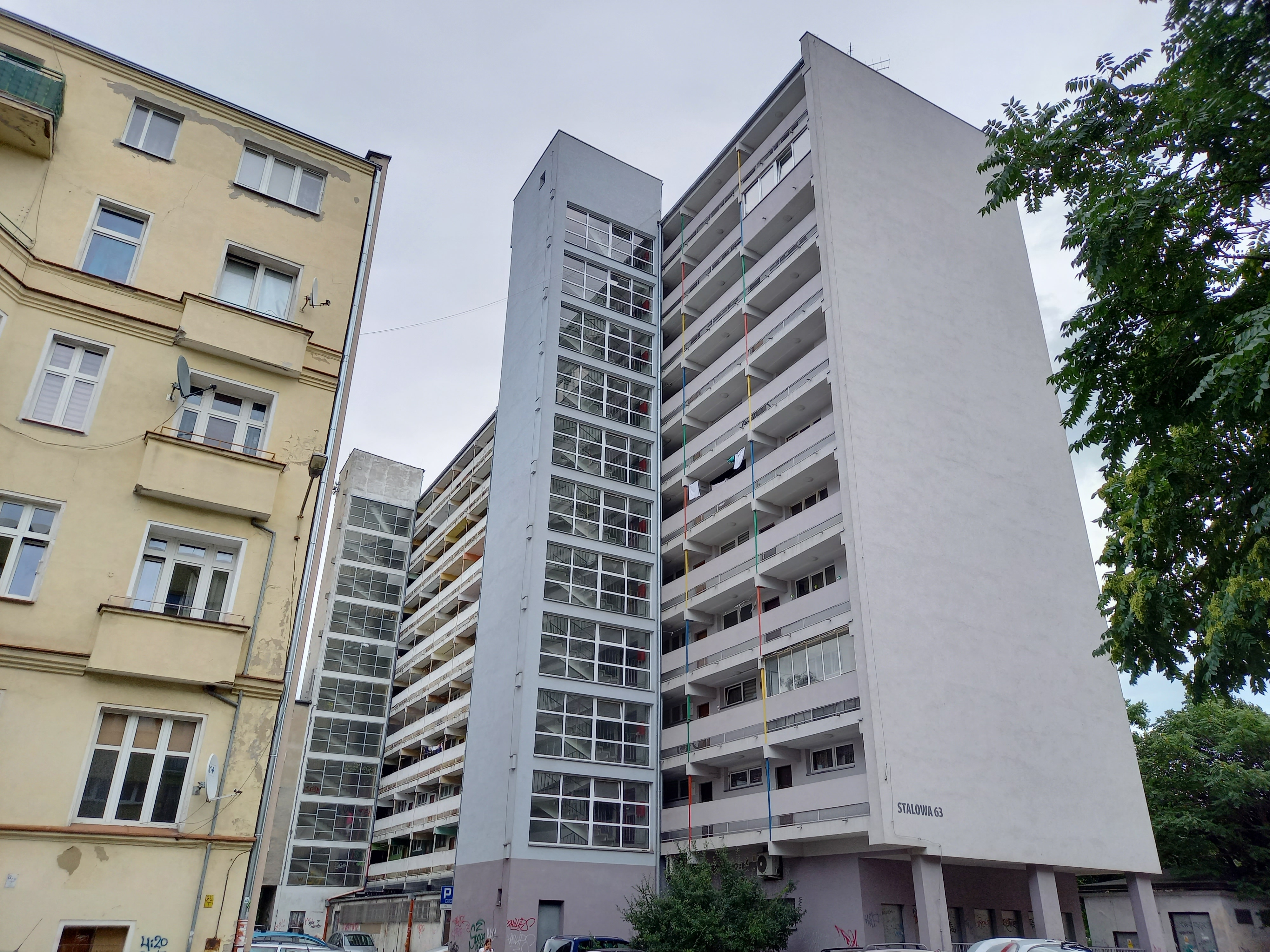
Widok od ul. Stalowej

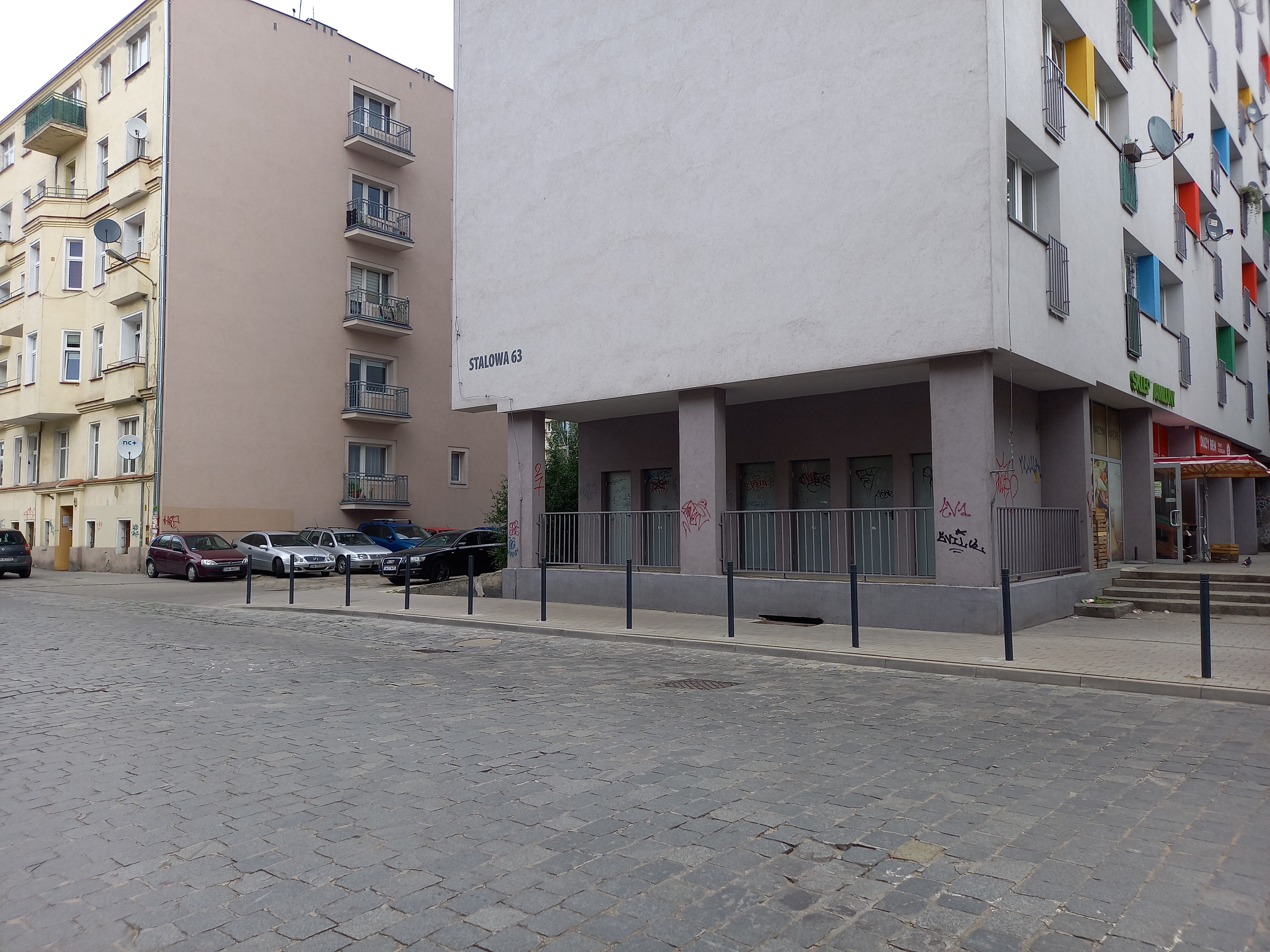
Podcienie

Dom mieszkalno-usługowy przy ulicy Grabiszyńskiej 133-135 we Wrocławiu – budynek mieszkalno-usługowy typu galeriowiec położony na osiedlu Gajowice we Wrocławiu przy ulicy Grabiszyńskiej 133-135 oraz przy ulicy Stalowej 63 i Spiżowej 2. Projekt budynku powstawał od 1962 r. do 1963 r. w Miastoprojekcie – Wrocław. Głównym architektem obiektu był Stefan Müller. Budowa budynku została zrealizowana w latach 1966-1967. Całość wymienionych prac wykonano w ramach prowadzonej na szeroką skalę budowie osiedla mieszkaniowego Gajowice realizowanej w latach 1960-1970, przy czym w przeciwieństwie innych budynków ten otrzymał zgodę na wykonanie projektu indywidualnego, niepowtarzalnego i tak został zrealizowany. Jest to obiekt zaprojektowany w stylu modernistycznym z abstrakcyjnym detalem. Jako szczególnie interesujące i warte ochrony wskazuje się elewacje, zarówno fasadę o oryginalnym układzie przypominającym szachownicę z wyróżnionym parterem w ramach którego wykonano duże przeszklenia lokali usługowych oraz podcienia, jak i elewację tylną z galeriami oraz wyodrębnionymi z zasadniczej były budynku pionami klatek schodowych. Cały obiekt określa się jako jeden z najciekawszych i nowatorskich budynków jakie powstały we Wrocławiu w latach 60. XX wieku. W Studium Uwarunkowań i Kierunków Zagospodarowania Przestrzennego z 2010 i z 2018 r. budynek został uznany za dobro kultury współczesnej. Ponadto budynek ujęty został w gminnej ewidencji zabytków.

## Położenie i otoczenie
Budynek położony jest we Wrocławiu na osiedlu Gajowice, w dawnej dzielnicy Fabryczna. Linia jego zabudowy została cofnięta względem ulicy Grabiszyńskiej, a sam budynek stanowi jej pierzeję północną na odcinku od ulicy Spiżowej (po jej zachodniej stronie), do ulicy Stalowej (po jej wschodniej stronie). Tym samym, z uwagi na wspomniane cofnięcie linii zabudowy, przed budynkiem powstał zadrzewiony skwer, z kioskiem i zbiornikiem przeciwpożarowym (rozebranym w 2012 r.). Oprócz tych budowli znajduje się tu także trafostacja. Ma on powierzchnię 1 409 m2 (bez trafostacji). Sam budynek dłuższym, południowym bokiem – fasadą – skierowany jest w stronę ulicy Grabiszyńskiej. Po stronie północnej przylega do zachowanych kamienic tworzących wschodnią pierzeję ulicy Stalowej i zachodnią pierzeję ulicy Spiżowej, pełniąc role parawanu i domknięcia dla tej zabudowy i przestrzeni międzyblokowej . Dojazd do budynku wykonano od strony ulicy Stalowej. Ponadto dostępne są dojścia poprzez podcień położony w centralnej części budynku oraz przejście bramowe od ulicy Spiżowej. Pośród istotnych elementów otoczenia budynku, który miał także wpływ na jego architekturę, wymienia się żelbetowy schron z czasów II wojny światowej położony przy skrzyżowaniu ul. Grabiszyńskiej i ulicy Stalowej (po jej zachodnie stronie). Miejsce to uznawane jest za ważną przestrzeń publiczną obejmującą plac i skrzyżowanie między innymi w aspekcie budowania miejsc i obiektów podnoszących rozpoznawalność oraz orientację w przestrzeni z ofertą usług podstawowych, poprawą dostępności środkami transportu oraz miejsc odpoczynku, co jest dodatkowo istotne ze względu na położenie przy ulicy stanowiącej przestrzeń publiczną o charakterze ogólnomiejskim.

## Adresy
Budynek ten został zbudowany przy ulicy Grabiszyńskiej 133-135 . Współcześnie do budynku przypisane są następujące numery porządkowe:
- ulica Stalowa 63 – dla zachodniej klatki schodowej[9] [14][15]
- ulica Spiżowa 2 – dla wschodniej klatki schodowej[9] [16][17]
- ulica Grabiszyńska 133 – dla usług[17][18].

## Architektura

### Styl, kompozycja
Dom mieszkalno-usługowy przy ulicy Grabiszyńskiej 133-135 zaliczany jest ze względu na styl do budynków modernistycznych. Pośród jego cech wymienia się także abstrakcyjny detal zastosowany przy tworzeniu jego kompozycji. Sama zaś op-artowska kompozycja opiera się na układzie geometrycznych form, kontrastowego zestawienia pionów i poziomów, dużych przeszkleń lokali usługowych i pionów klatek schodowych oraz minimalistycznej, czarno-białej kolorystyce (z upływem czasu zatartej). Kompozycji tej przypisuje się pewien monumentalizm oddziałujący skalą i wyrazistym rytmem. Zaś w odniesieniu do elewacji tylnej, północnej dostrzega się pewne zbliżenie do brutalizmu, przy czym ta kompozycja zrównoważona i wzbogacona została dwoma częściowo przeszklonymi bryłami klatek schodowych, równoważącymi poziome linie galerii oraz eksponujące układ komunikacyjny budynku. Dzięki takiemu ukształtowaniu przede wszystkim fasady architekt zachował wielkomiejski charakter ulicy Grabiszyńskiej, równocześnie umiejętnie zafałszowując mieszkalną funkcję budynku, tworząc oprawę ruchliwej ulicy skutecznie przeciwstawiającą się ciężkiej bryle położonego w pobliżu schronu  (lub jak określają to inni autorzy – nawiązując z nią dialog ) oraz tworząc charakterystyczny i rozpoznawalny akcent przy ulicy, stanowiący dominantę wpływającą na lepszą orientację w przestrzeni przy ulicy o charakterze ogólnomiejskim.

### Opis ogólny architektury
Budynek ma jedenaście kondygnacji nadziemnych i kondygnację piwnic. Zaliczany jest do tzw. galeriowców, tj. budynków, w których do lokali wchodzi się z otwartych galerii komunikacyjnych. W przypadku tego konkretnego budynku galerie usytuowano od strony podwórza na elewacji północnej. Biegną one przez całą długość budynku. Fasada zaś (elewacja południowa) znajduje się od strony ulicy. Współcześnie budynek położony jest na dwóch działkach ewidencyjnych o powierzchniach odpowiednio: 302 m² (299 m²)  oraz 438 m² (431 m²), co odpowiada niemal pełnej zabudowie tych działek, przy czym ze względu na podcienie w parterze, powierzchnie zabudowy na poszczególnych działkach są odpowiednio mniejsze: 292 m² i 207 m². W rzucie prostokątnym zasadnicza bryła budynku ma kształt wydłużonego prostokąta, z wyróżnionymi dwoma pionami klatek schodowych z windami, również w rzucie o kształcie prostokąta. Ponadto na wschodnim krańcu budynku znajduje się pięciokondygnacyjny łącznik stanowiący fragment tego budynku ukształtowany na planie trapezu w dostosowaniu do istniejącej zabudowy w pierzei zachodniej ulicy Spiżowej. Wysokość do dachu zasadniczej, jedenastokondygnacyjnej bryły budynku wynosi 32,70 m, natomiast piony komunikacyjne są wyższe.

### Elewacje

#### Opis ogólny elewacji
Elewacje budynku mieszkalno-usługowego przy ulicy Grabiszyńskiej 133-135 stanowią najbardziej istotny element decydujący o wyjątkowości obiektu i jego oddziaływaniem skalą oraz wyrazistym rytmem. Istotnym przy tym elementem wyróżniającym było zastosowanie w parterze pomysłu, pochodzącego z lat 20. XX wieku i chętnie stosowanego jeszcze w latach 60. XX wieku, polegającego na kreowaniu dużych przeszkleń, w tym przypadku lokali handlowych i usługowych, powodujących dematerializację cokołu, co równocześnie ma także uzasadnienie praktyczne wynikające z funkcji tych lokali i możliwościach ekspozycyjnych jakie dają tak ukształtowane witryny sklepowe. Dominującym jednak elementem kompozycyjnym jest wyeksponowana i charakterystyczna fasada pięter mieszkalnych o geometrycznym układzie z wyrazistym rytmem. Zupełnie innych charakter, lecz równie interesujący ma elewacja północna, choć znacznie mniej eksponowana z racji swego położenia od strony wnętrza międzyblokowego.

#### Fasada
Fasada z racji swego położenia i ukształtowania jest najbardziej wyeksponowanym, charakterystycznym elementem budynku, a dzięki indywidualnemu projektowi także wyróżniającym się pośród innych budynków zarówno osiedla jak i całego miasta. Jej część od piętra pierwszego do ostatniego została ukształtowana w formie symetrycznego układu geometrycznego dużych, jasnych kwadratów podzielonych poziomymi pasami okien z czarnymi słupkami i wąskimi pionowymi pasami drzwi balkonowych. W połączeniu z minimalistyczną kolorystyka jej układ przywodzi na myśl wielką szachownicę. Okna w fasadzie rozmieszczono regularnie. Płaszczyzna ściany została scalona, a składa się na nią 11 pełnych osi elewacji z naprzemiennie ułożonych wąskich pasów okiennych i kwadratów ścian oraz dwie półosie położone na skraju tej elewacji. Dla podkreślenia graficznej kompozycji całego układy zastosowano czarne słupki międzyokienne oraz czarny kolor na przedłużeniu okien (drzwi balkonowych) typu porte-fenêtre (pomiędzy nimi oraz na poziomie parteru i ponad ostatnim do dachu). Współcześnie układ ten częściowo został zatarty. Parter ma zupełnie innych charakter. Jak wyżej wspomniano zupełnie inne, nadające lekkości jego ukształtowanie, znacząco wpływa na efekt kompozycji i odbiór fasady. W około 3/4 długości budynku parter jest przeszklony. Ukształtowano tu podcienie i przejścia, później zawężone, oraz przejście od strony ulicy Spiżowej. Przed witrynami lokali znajdują się prostokątne filary podpierające wysunięte kondygnacje mieszkalne.

#### Elewacja północna
Ta elewacja charakteryzuje się wyraźnymi podziałami w układzie horyzontalnym, narzuconymi przez galerie komunikacyjne i masywne betonowe balustrady tych galerii. Jest ich dziesięć począwszy do pierwszego piętra w wzwyż. Z układem tym zdecydowanie kontrastują dwie wyodrębnione bryły, umieszczone niesymetrycznie względem długości budynku, w które służą komunikacji pionowej dzięki zamontowaniu w nich schodów oraz wind. Obie bryły są przeszklone po stronie zachodniej. Pewnym urozmaiceniem układu są regularnie rozmieszczone wsporniki wysunięte przed lico muru oraz metalowe, pionowe szyny. Ich położenie odpowiada podziałowi na kolejne segmenty mieszkalne. Mają one powtarzalny układ na który składa się wąskie, trójdzielne okno w układzie poziomym zamontowane w 2/3 wysokości ściany oraz obok położone drzwi wejściowe do mieszkania. W parterze znajdują się pomieszczenia gospodarcze, których przednia ściana zewnętrzna wysunięta przed płaszczyznę balustrad galerii komunikacyjnej.

#### Pozostałe elewacje
Łącznik przy budynkach ulicy Spiżowej nawiązuje swoją wysokością do przylegającej zabudowy i z tego względu ma pięć kondygnacji. Na jego elewacji południowej na całą szerokość umieszczono prostokątne balkony, Elewacja wschodnia jest płaska z pasami dwudzielnych i czterodzielnych okien. Elewacja zachodnia został także a wykonana jako płaska, z czterema dwudzielnymi oknami. W parterze otwarte, trapezoidalne przejście, z jednym słupem podpierającym wyższe kondygnacje. Elewacje boczne zasadniczej bryły budynku płaskie i bezokienne.

### Wnętrza
W budynku zaprojektowano typowe dla tamtych lat mieszkania typu M-3 o powierzchniach 36,96 m², dwustronne. Na dziesięciu kondygnacjach powstało łącznie 120 lokali mieszkalnych , tj. po dwanaście na każdym piętrze. Takie typowe mieszkanie składa się z kilku pomieszczeń (w tym trzech izb), obejmujących: przedpokoju i pokoju (powierzchnia: 6,08 m²) położonych od strony galerii, pokoju położonego od strony południowej z widokiem na ulicę Grabiszyńską (powierzchnia: 15,65 m²) oraz dostępnych z przedpokoju łazienki i kuchni (bez okien). Na ostatniej kondygnacji urządzono pomieszczenia do wspólnego użytkowania takie jak suszarnie i pralnie.
W parterze znajdują się trzy lokale usługowe, na które składa się sala sprzedażowa z wejściem od strony ulicy Grabiszyńskiej i zaplecze. Dostępne jest od strony podwórza do magazynów i pomieszczeń gospodarczych. Po stronie zachodniej urządzono 7 komórek lokatorskich dostępnych z rampy. Na wnętrze każdego z dwóch pionów komunikacyjnych, dla typowej kondygnacji, składają się dwubiegowe schody ze spocznikiem, szyb windy oraz zsyp (wyłączony z eksploatacji).

## Konstrukcja, materiały
Parter pod względem konstrukcyjnym wykonano jako szkielet żelbetowy. Dla wyższych kondygnacji zaprojektowano układ poprzeczny. Ściany konstrukcyjne o rozstawie 4,5 m wykonane zostały z tzw. cegły żerańskiej, tzn. żelbetowych prefabrykatów. Zaś galerie komunikacyjne wykonano jako prefabrykaty betonowe ze stalowymi kształtownikami profilowanymi. Do budowy stropów wykorzystano kanałowe płyty żerańskie z izolacjami wykonanymi z mat trzcinowych. Zwieńczenie budynku stanowi stropodach. Izolację termiczną wykonano płytami z wełny żużlowej. Do wierzchniego pokrycia dachu wykorzystano papę. Schody zostały wykonane jako prefabrykaty betonowe.

## Historia
W wyniku działań wojennych prowadzonych podczas oblężenia Wrocławia w 1945 r. zabudowa osiedla uległa znacznemu zniszczeniu. Ocenia się, że południe Wrocławia zostało zniszczone w 90%. Na wolnych terenach osiedla w miejscu zniszczonej zabudowy przedwojennej w latach 1960-1970 zrealizowano budowę osiedla mieszkaniowego „Gajowice”. Inwestorem była Dyrekcja Budowy Osiedli Robotniczych Wrocław – Miasto I, która projektowanie osiedla powierzyła zespołowi pracowni Miastoprojekt – Wrocław. Pracami zespołu kierował Igor Tawryczewski. Po różnych zmianach w założeniach projektowych osiedla ostatecznie powstałą koncepcja zespołu zabudowy przeznaczonego dla około 30 tysięcy mieszkańców, a tym samym zamierzenie to stało się największą inwestycją mieszkaniową w powojennym Wrocławiu. Realizowane tu budowy budynków stało swoistym poligonem doświadczalnym dla różnych technologii budowlanych, wśród których  znalazło się budownictwo tradycyjne, z technologia wielkoblokowa i prefabrykacja wielkopłytowa, w tym tzw. elementy gajowickie. Wymagano przy tym ze względu na wysokie koszty form do prefabrykacji, aby elementy powstawały w długich seriach. Z tego względu dla nowej zabudowy powstawały projekty budynków powtarzalnych, a nie indywidualnych. W tych warunkach dom mieszkalno-usługowy przy ulicy Grabiszyńskiej 133-135 stał się jedynym budynkiem osiedla, który otrzymał zgodę na indywidualny projekt jednostkowy. Stosowne pozwolenie zostało wydane w tym zakresie przez Prezydium Rady Narodowej miasta Wrocławia z dnia 18 stycznia 1963 r. Pierwszy projekt został zakończony w dniu 15.03.1963 r.. Autor projektu przewidział w budynku mieszkania typu M-3 i M-4. Taki program użytkowy okazał się jednak niezgodny z założeniami dla całego osiedla, w związku z czym swoje zastrzeżenia do projektu w tym zakresie wniósł Minister Gospodarki Komunalnej. Nowy projekt, w którym uwzględniono włącznie mieszkania typu M-3, został opracowany do dnia 1.10.1963 r.. Budowę budynku zrealizowano zaś w latach 1966-1967. Z kolei w latach 70. XX wieku zabudowano część podcienia tworząc kolejny, trzeci lokal przeznaczony na sklep, przy czym przyjęto rozwiązania architektoniczne zgodne z już istniejącymi.
W 2016 r. i następnym przeprowadzono remont elewacji z ociepleniem dla zachodniej części budynku, niestety w sposób oderwany od pierwotnej koncepcji architektonicznej. W tej samej części budynku wykonano podobny zakres robót dla elewacji szczytowej w 2018 r.. 

## Ochrona
Obiekt położony jest w obszarze, którego układ urbanistyczny podlega ochronie i jest wpisany do gminnej ewidencji zabytków pod pozycją Gajowice (historyczny układ urbanistyczny dzielnicy w rejonie placu Icchaka Lejba Pereca, ulic Żelaznej, Lwowskiej i Manganowej, wraz z zespołem budowlanym szpitala i zabudową w rejonie ulic Stalowej, Spiżowej i Mosiężnej we Wrocławiu). W szczególności ochronie podlega historyczny układ urbanistyczny (historyczny układ funkcjonalno-przestrzenny), kształtowany sukcesywnie od lat 40. XIX wieku (rejon placu Pereca), w latach 90. XIX wieku (zabudowa po północnej stronie ulicy Grabiszyńskiej) i pod koniec XIX wieku do 1945 r.. 
W 2008 r. opracowano dla obiektu na zlecenie Gminy Wrocław kartę ewidencyjną zabytków architektury i budownictwa (kartę białą nr 11068). Obiekt został uwidoczniony na geoportalu Narodowego Instytutu Dziedzictwa (Inspire id: PL.1.9.ZIPOZ.NID_E_02_BK.176701) oraz portalu zabytek.pl (pozycja PL.1.9.ZIPOZ.NID_N_02_EN.232638). Jest także ujęty w wykazie gminnej ewidencji zabytków z czerwca 2021 r. (rodzaj ochrony: inny), nie był jednak w lipcu 2022 r. ujęty w udostępnionym przez Wojewódzki Urząd Ochrony Zabytków we Wrocławiu wojewódzkim wykazie zabytków .
W wyżej opisanej karcie ujęto zalecenie wpisania obiektu do kategorii dóbr kultury współczesnej. Zgodnie z tym zaleceniem obiekt podlega ochronie na zasadach przewidzianych dla dóbr kultury współczesnej, jako że został uwzględniony w tym zakresie w studium uwarunkowań i kierunków zagospodarowania przestrzennego dla Wrocławia zarówno z 2010 r., jak i z 2018 r. .

## Zestawienie wybranych parametrów i charakterystyk
Wybrane parametry i charakterystyka:
- główna funkcja budynku: 1122.Dw - budynek o trzech i więcej mieszkaniach (1122.Dw)[17]
- klasa budynku: mt - budynki o trzech i więcej mieszkaniach (1122)[17]
- rodzaj wg Klasyfikacji Środków Trwałych: m - budynki mieszkalne (110)[15][17]
- liczba mieszkań: 120[9] [35]
- liczba kondygnacji nadziemnych: 11[9] [15][17][21][31]
- powierzchnia zabudowy: 292 m²[15] i 207 m²[17]
- powierzchnie działek ewidencyjnych: 299 m²[27] i 431 m²[29]
- wysokość do dachu: 32,70 m (dotyczy zasadniczej bryły budynku, piony klatek schodowych są wyższe)[30]
- kubatura: 21 781 m3[51].

## Zestawienie firm, podmiotów, osób
Firmy, podmioty, osoby:
- architekt: Stefan Müller[3][9] [12][13][21]
- biuro projektów: Miastoprojekt – Wrocław[3]
- inwestor: Dyrekcja Budowy Osiedli Robotniczych Wrocław – Miasto I[3]
- właściciel/zarządca – Gmina Wrocław i właściciele prywatni[51] tworzący wspólnoty mieszkaniowe:
  - WSPÓLNOTA MIESZKANIOWA UL.STALOWA 63 WE WROCŁAWIU[55][56]
  - WSPÓLNOTA MIESZKANIOWA UL.SPIŻOWA 2 WE WROCŁAWIU[57][58].